# Taliouine
Taliouine is een plaats in de Marokkaanse regio Souss-Massa-Daraâ. Ze maakt daarin deel uit van de provincie Taroudant.
De plaats telt ruwweg 6000 inwoners en is gelegen op circa 1000 meter hoogte. Een aanzienlijk deel van de safraanproductie buiten Iran gebeurt in het gebied rond Taliouine. Voor het gebied is ze daarin de centrale handelsplaats.